# Mołotyczi
Mołotyczi (ros. Молотычи) – wieś (ros. село, trb. sieło) w zachodniej Rosji, centrum administracyjne sielsowietu mołotyczewskiego w rejonie fatieżskim (obwód kurski).

## Geografia
Miejscowość położona jest nad ruczajem Mołotyczi (lewy dopływ Swapy), 18 km na północny wschód od centrum administracyjnego rejonu (Fatież), 58 km na północny zachód od Kurska, 8 km od drogi magistralnej (federalnego znaczenia) M2 «Krym» (część trasy europejskiej E105).
We wsi znajdują się ulice: Antonowka, Centr, Chutor, Gora i Nizowka.
Klimat
Miejscowość, jak i cały rejon, znajduje się w strefie klimatu kontynentalnego z łagodnym ciepłym latem i równomiernie rozłożonymi opadami rocznymi (Dfb w klasyfikacji klimatów Köppena).

## Demografia
W 2010 r. wieś zamieszkiwały 442 osoby.